# Sapporo Open
Il Sapporo Open è stato un torneo femminile di tennis che si disputava a Sapporo in Giappone su campi in sintetico indoor.

## Albo d'oro

### Singolare
| Anno | Campionessa | Finalista     | Punteggio |
| ---- | ----------- | ------------- | --------- |
| 1993 | Linda Wild  | Irina Spîrlea | 6-4, 6-3  |

### Doppio
| Anno | Campionesse              | Finalista                 | Punteggio |
| ---- | ------------------------ | ------------------------- | --------- |
| 1993 | Yayuk Basuki Nana Miyagi | Yone Kamio Naoko Kijimuta | 6-4, 6-2  |